# Maria Chuchra
Maria Chuchra (ur. 11 lutego 1957 w Żurawicy) – polska psycholożka, dr hab. nauk o zdrowiu, profesor nadzwyczajny i kierownik Katedry Zdrowia Publicznego w Instytucie Nauk o Rodzinie i Pracy Socjalnej Wydziału Teologii Katolickiego Uniwersytetu Lubelskiego Jana Pawła II.

## Życiorys
Studiowała na Wydziale Teologii Katolickiego Uniwersytetu Lubelskiego Jana Pawła II, natomiast 20 czerwca 1996 obroniła pracę doktorską pt. Obraz siebie w przebiegu schizofrenii paranoidalnej, a w 2011 habilitowała się na podstawie dorobku naukowego i pracy zatytułowanej Rodzina z dorosłym dzieckiem chorym na schizofrenię.
Została zatrudniona na stanowisku adiunkta w Instytucie Nauk o Rodzinie i Pracy Socjalnej na Wydziale Teologii Katolickiego Uniwersytetu Lubelskiego Jana Pawła II.
Objęła funkcję profesora nadzwyczajnego i kierownika Katedry Zdrowia Publicznego w Instytucie Nauk o Rodzinie i Pracy Socjalnej na Wydziale Teologii Katolickiego Uniwersytetu Lubelskiego Jana Pawła II.

## Publikacje
- 2005: Współzależności między lękiem a przedchorobowym i aktualnym obrazem siebie u chorych na schizofrenię paranoidalną[1]
- 2005: Polska adaptacja Inwentarza Wczesnej Traumy (ETI)[1]
- 2008: Zmiany osobowości u chorych na schizofrenię paranoidalną w percepcji pacjentów i ich rodziców[1]
- 2009: Obraz brzemienia rodziny z osobą chorą na schizofrenię[1]